# Schalom Asch

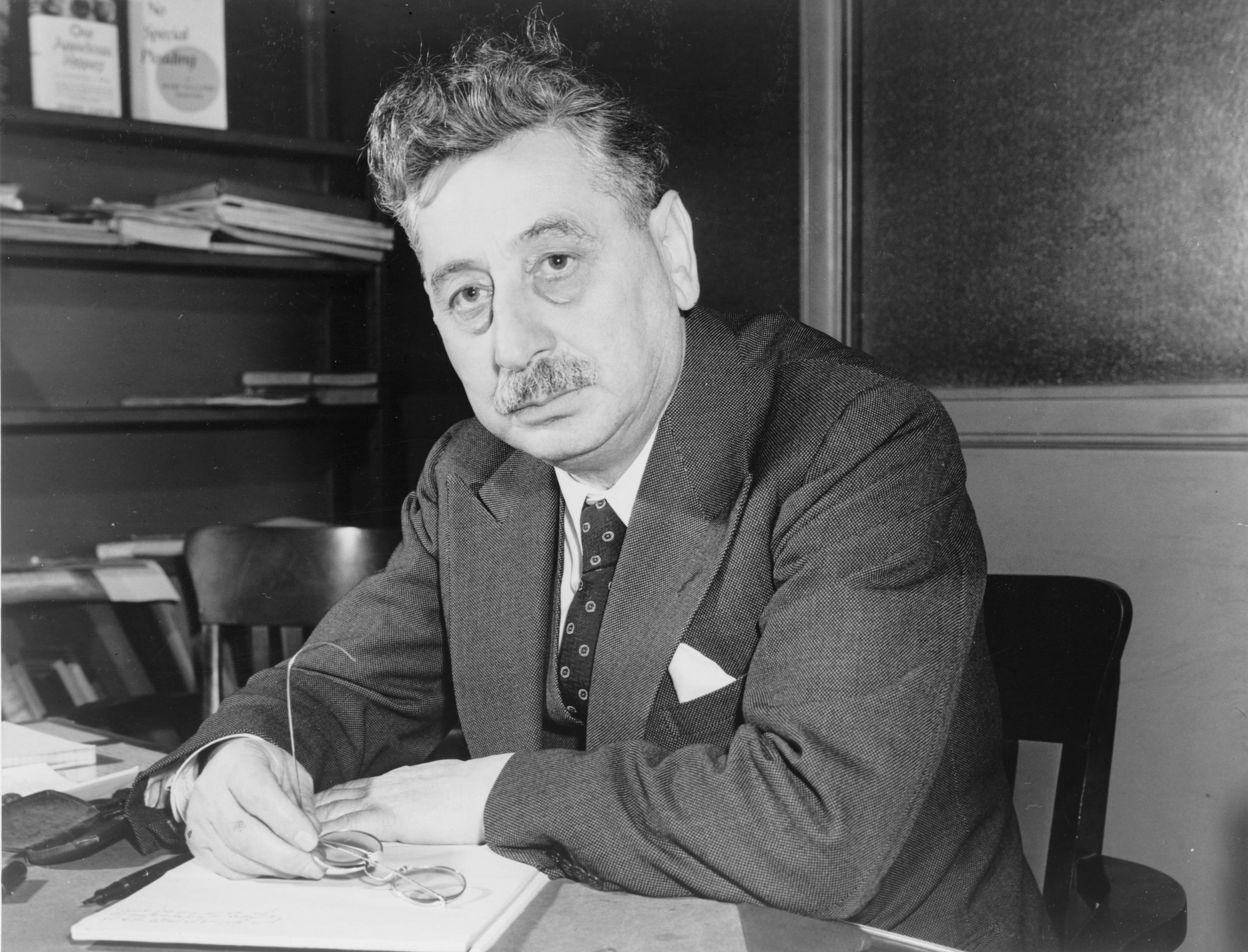
Schalom Asch (1940)

Schalom Asch (jiddisch: שלום אַש, geboren 1. Januar 1880 in Kutno, Warschauer Gouvernement, Russisches Kaiserreich; gestorben 10. Juli 1957 in London) war ein jiddischer Schriftsteller und Dramatiker. Seine Hauptwerke sind in fast alle Weltsprachen übersetzt.

## Leben und Wirken

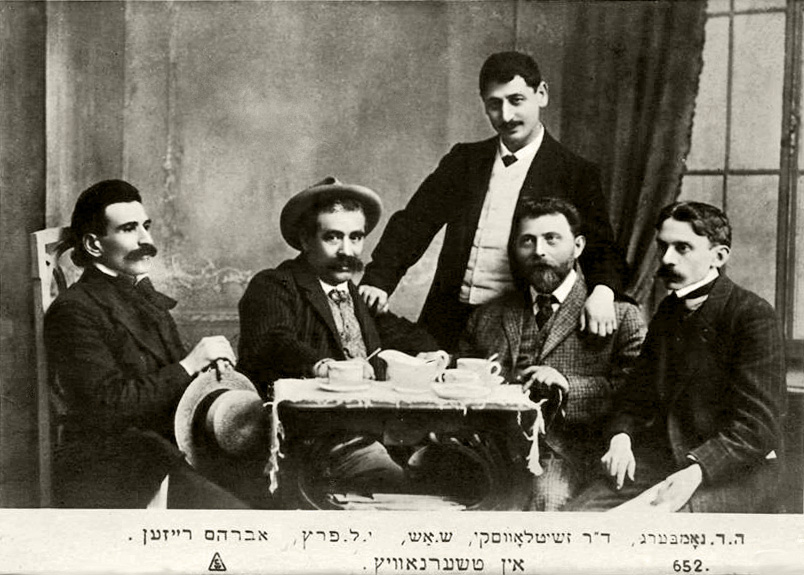
Abraham Reisen; Itzhok Lejb Perez; Schalom Asch; Chaim Zhitlovsky und Hirsch David Nomberg 1908 während der Czernowitz-Konferenz (von links)

Schalom Asch war eines von zehn Kindern des Schankwirtes und Viehhändlers Moszek Asz (1825–1905) und seiner Ehefrau Frajda Malka, geborene Widawska. Er erhielt eine traditionelle jüdische Erziehung und lernte bis zu seinem 16. Lebensjahr Bibel und Talmud. Doch bald wurde er von der europäischen Kultur und Literatur angezogen und zog zuerst in die Stadt Włocławek und von dort 1899 nach Warschau, wo er seine literarische Tätigkeit in Hebräisch und Jiddisch entfaltete. Deutsch hatte er aus der Mendelssohn’schen Bibelübersetzung gelernt.
In Warschau konnte Asch als Schriftsteller debütieren. Seine ersten Werke verfasste er in hebräischer Sprache, eine Sammlung seiner Novellen wurde 1900 in Warschau gedruckt. In dieser Zeit war er auch politisch aktiv; dabei war ihm die Haskala sehr wichtig. Bei dieser Arbeit lernte den Schriftsteller Itzhok Lejb Perez kennen, unter dessen Einfluss Asch begann, in Jiddisch zu veröffentlichen. In Warschau heiratete Asch Mathilde, eine Tochter des Schriftstellers M. M. Shapiro. Mit ihr hatte er zwei Söhne, Moses Asch, den späteren Gründer von Folkways Records, und den Schriftsteller Nathan Asch.
1908 reiste Asch mit seiner Ehefrau nach Jerusalem (seine Eindrücke schilderte er in einer Serie historischer Bilder unter dem Titel In Erez Israel) und im Folgejahr in die USA. 1910 kehrte er ins Russische Kaiserreich zurück. Den Ersten Weltkrieg verbrachte Asch zusammen mit seiner Familie in New York. Dort wurde er engagierter Mitarbeiter der bedeutendsten jiddischen Zeitschriften und vor allem der sozialistischen Tageszeitung Forverts (jiddisch פֿאָרווערטס). 1920 wurde seinem Antrag stattgegeben und ihm die US-amerikanische Staatsbürgerschaft verliehen.
Mit seinen Theaterstücken konnte Asch fast durchweg große Erfolge erzielen. Auch sein übriges Werk wurde von der Literaturkritik positiv besprochen. Bereits 1924 erschien in Warschau eine große, 18-bändige Werkausgabe (siehe unten). Seit 1932 war Asch Ehrenvorsitzender des jiddischen Pen-Klubs.
1923 war Asch nach Polen zurückgekehrt, emigrierte aber 1938 über Frankreich wieder in die USA. 1956 ließ er sich in Bat Yam, einer Stadt in der Nähe Tel Avivs, nieder.
Im Alter von 77 Jahren starb Schalom Asch am 10. Juli 1957 in London.

## Werk
Schalom Asch verfasste historische und in der Gegenwart spielende Romane, Erzählungen und Dramen. In vielen von ihnen geht es um die ostjüdische Welt. Dazu kamen Essays.
Asch blieb einerseits zeitlebens mit der jüdischen Geschichte und Kultur, insbesondere mit der jiddischen Tradition des Stetls, eng verbunden. Andererseits befreite er die jiddische Literatur davon, sich auf diese Themenkreise zu beschränken. So wurde er – noch vor Isaac Bashevis Singer – zum ersten jiddischen Schriftsteller, der internationale Aufmerksamkeit fand und die jiddische Literatur weltweit bekannt machte.
Zu seinem Spätwerk gehören biographische Romane über Jesus, Paulus und Maria. Damit wollte Asch zur Versöhnung von Christentum und Judentum beitragen. Von orthodox-jüdischer Seite wurde ihm vorgehalten, er habe sich in diesen drei Romanen der christlichen Glaubensweise angenähert. Selbst in der Zeitung פֿאָרווערטס, für die er so viele Jahre geschrieben hatte, wurde er öffentlich angegriffen; sie druckte fortan keine weiteren Beiträge von ihm. Diese Ablehnung verbitterte ihm seine letzten Lebensjahre.

## Nachlass
Der Großteil des Nachlasses, bestehend aus seiner Bibliothek, darunter seltene jiddische Bücher sowie hebräische und jiddische Handschriften, und aus Manuskripten eigener Werke, wird durch die Universität Yale betreut.

## Gedenken
In Schalom Aschs einstigem Wohnhaus in Bat Yam wurde – seinem Wunsch gemäß – ein Museum eingerichtet. Es ist Teil des MoBY-Museumskomplexes.

## Werke (Auswahl)
- Novellen, Warschau 1900 (hebräisch)
- In a schlechte zait. Erzählungen, 1903
- Mitn Schtrom („Mit dem Strom“), 1903 (sein erstes Drama)[5]
- Die Stadt (Roman), 1903
- Meschiachs Zeiten, 1904 (Theaterstück)[6]
- Dos klajne Schtetl, 1905 (gesammelte Skizzen)
- Der got fun nekome („Der Gott der Rache. Drama in 3 Akten“), 1905[7]
- Die Jüngsten, ca. 1906 oder später[8]
- Bilder aus dem Ghetto, Berlin 1907 (Fischer)
- In Erez Israel, ca. 1909
- Die Familie Großglück. Komödie in 3 Akten, Berlin 1909 (Fischer)
- Amerika (Erzählung), 1910 (erschienen im in Russland herausgegebenen Fraind)
- Mori, 1911 (Roman)
- Der Landsmann, 1911 (dreiaktige Komödie)
- Das chorban beth hamikdosch, 1912 (Poem)
- Der Bund der Schwachen. Drama, Berlin 1913 (Fischer)
- Erde. Erzählung, Berlin 1913 (Juncker)
- Reb Schloime Nogid, 1913 (Novelle)
- Motke Ganev (oder Motke Gannew etc.), 1916[9]
- Der Weg zu sich selbst, 1917 (Theaterstück)
- Sabbatai Zewi. Tragödie in 3 Akten, Berlin 1918 (Fischer)
- Onkel Moses. Roman, 1918[10]
- Ein Glaubensmartyrium. Erzählung, Berlin 1929 (Zsolnay)[11]
- Di muter („Die Mutter“, Roman), 1919 (deutsch: Berlin, Zsolnay, 1930; englisch 1930)
- Der Psalmenjude (Roman), 1920
- Die Zauberin von Kastilien. Erzählung, Berlin 1929, Zsolnay (jiddisches Original 1921)
- Kleine Geschichten aus der Bibel, Berlin 1923 (Jüdischer Verlag)
- Das Toidturteil, 1924 (Roman, identisch mit „Der elektrische Stuhl“?)
- Joseph. Eine Hirten-Legende in 5 Bildern, Berlin 1925 (Zsolnay)
- Chaim Lederers Rückkehr, Berlin 1929, Zsolnay (Orig.: Chaim Lederers Tsurikkumen, 1927)[12]
- Kohlen, 1928 (Drama)
- Der elektrische Stuhl. Roman, Berlin 1929 (Zsolnay)[13]
- Vor der Sintflut (Original: Farn mabul). Trilogie: 1. Petersburg. Roman, 1929; 2. Warschau. Roman, 1929; 3. Moskau. Roman 1930 (alle Berlin, Zsolnay)[14]
- Die Kinder Abrahams. Novellen aus Amerika, Berlin 1931 (Zsolnay)[15]
- Von den Vätern, Berlin 1931 (Zsolnay)
- Rückblick. (autobiographische Skizze seines Lebens), 1931, in: Jahrbuch 1931 des Wiener Zsolnay-Verlages
- Die Gefangene Gottes. Roman, Berlin 1932 (Zsolnay)
- Der Tehillim-Jid, 1934 (1934 und 1961 auf Deutsch unter dem Titel „Der Trost des Volkes“ erschienen; engl. Titel: "Salvation", 1951)
- Kinder in der Fremde. Erzählungen, Amsterdam 1935 (Allert-de Lange Verlag)
- Der Krieg geht weiter. Roman, Amsterdam 1936 (Allert-de Lange Verlag)
- Bajm Opgrunt („Am Abgrund“), 1937[16]
- Three novels, 1938
- Gesang des Tales. Roman (Original: Dos gesang fun tol), Amsterdam 1938 (Allert-de Lange Verlag)[17]
- Der man fun Natzeres, 1939[18]
- What I Believe („An was ich glaube“, Essay), Putnam, New York 1941
- The Apostle, 1943[19]
- One Destiny, 1945
- East River. Roman, Konstanz 1955 (Diana-Verlag)[20]
- Der brenendiker dorn, 1946[21]
- Ein Schicksal, ein Brief an die Christen (Essay), 1948
- Tales of My People, 1948 (short stories)
- Mary, 1949[22]
- Moses. Roman, New York 1951 (dt. 1953)
- A Passage in the Night, 1953[23]
- The Prophet (Roman), New York 1955 (zunächst nur englisch; zum Thema Deuterojesaja)

Entstehungszeit / Erscheinen unbekannt:
- Amnon we Tamar (Theaterstück)
- Jephtas Tochter (Theaterstück)
- Wenn der Frühling kommet (Theaterstück)

Gesamtausgaben und Auswahlausgaben:
- Gesammelte Werke, 8 Bände, o. J. o. O.
- Gesammelte Werke, 12 Bände, 1920[24]
- Kleine Geschichten aus der Bibel, aus dem Jiddischen übersetzt und bearbeitet von Helene Sokolow (2. Aufl. 1924)
- Gesammelte Werke, 18 Bände, Warschau 1924:
  - Bd. 1: A Stetil, Schlome Nagid
  - Bd. 2: Bilder und Humoresken
  - Bd. 3: Himmel und Erde
  - Bd. 4: Amerika
  - Bd. 5: Jugend
  - Bd. 6: Dus Buch vin zaar
  - Bd. 7: Erez Israel
  - Bd. 8: Meiri
  - Bd. 9: Der Weg zi sich
  - Bd. 10: Onkel Moses
  - Bd. 11: Motke Ganev
  - Bd. 12: Kischefmachern vin Kastilien, Kidisch haschem
  - Bd. 13: Naie Erzählungen
  - Bd. 14: Die Mutter
  - Bd. 15: Biblische Motive
  - Bd. 16: Soziale Dramen
  - Bd. 17: Nationale Dramen
  - Bd. 18: Die Jorschim mitn Strom, Der Sinkender, Im Winter, Marranen
- Deutsche Auswahlausgabe, Berlin 1926[25]